# Citrato (Re)-sintasi
La citrato (Re)-sintasi è un enzima appartenente alla classe delle transferasi, che catalizza la seguente reazione:
acetil-CoA + H2O + ossaloacetato ⇄ citrato + CoA
Questo enzima è inattivato dall'ossigeno e si trova in alcuni anaerobi. La sua specificità è opposta a quella della citrato (Si)-sintasi (numero EC 2.3.3.1).